# مارجورى رودس
مارجورى رودس (بالإنجليزية: Marjorie Rhodes)‏ هي ممثلة بريطانية (وحملت سابقاً جنسية المملكة المتحدة لبريطانيا العظمى وأيرلندا)، ولدت في 9 أبريل 1897 في المملكة المتحدة، وتوفيت بنفس المكان في 4 يوليو 1979 بسبب مرض.

## ترشيحات
- جائزة توني لأفضل ممثلة مسرحية [الإنجليزية]‏ (1965)

## وصلات خارجية
- مارجورى رودس على موقع IMDb (الإنجليزية)
- مارجورى رودس على موقع قاعدة بيانات برودواي على الإنترنت (الإنجليزية)
- مارجورى رودس على موقع قاعدة بيانات الفيلم (الإنجليزية)